# Comissari Dupin. Or bretó
Comissari Dupin. Or bretó (títol original en alemany, Kommissar Dupin – Bretonisches Gold) és un telefilm alemany del 2015. La pel·lícula, de temàtica policíaca, està basada en la novel·la Bretonisches Gold – Kommissar Dupins dritter Fall de Jean-Luc Bannalec. Després de Relacions bretones i Onades bretones, és la tercera entrega de la sèrie de pel·lícules de ficció criminal del comissari Dupin, que ja es va gravar per a televisió. La pel·lícula es va emetre al canal ARD el 19 de març de 2015. Es va doblar al català central per a TV3, que va emetre-la el 7 d'agost de 2022; i també al valencià per a À Punt, el 23 d'agost del mateix any.
Es tracta d'una producció de filmpool fiction GmbH (encapçalada per Iris Kiefer i Mathias Lösel) en nom d'ARD Degeto per a Das Erste. Thomas Roth va ser contractat com a director, i Gernot Gricksch va escriure'n el guió. El muntatge va anar a càrrec de Katja Kirchen (ARD Degeto). El rodatge va tenir lloc a la Bretanya.